# Dalroy
Dalroy est un hameau du sud de l'Alberta, au Canada, sous la juridiction du comté de Rocky View. Il est situé à environ 28 kilomètres à l’est du centre-ville de Calgary et 0,8 kilomètre à l'est de l'autoroute 9.
Le nom « Dalroy » est une combinaison des noms « Dill » et « McElroy », qui furent les premiers marchands locaux de Dalroy.

## Démographie
En tant que localité désignée dans le recensement de la population de 2016 mené par Statistique Canada, Dalroy a enregistré une population de 55 personnes vivant dans 23 de ses 23 logements privés, une variation de 3,8 % par rapport à 2011 (53 personnes). Avec une superficie de 0,32 kilomètre carré, la densité de population était de 172 habitants par kilomètre carré en 2016.